# Santa Lucía, Hidalgo
Santa Lucía är en ort i Mexiko.   Den ligger i kommunen Calnali och delstaten Hidalgo, i den sydöstra delen av landet, 180 km norr om huvudstaden Mexico City. Santa Lucía ligger 750 meter över havet och antalet invånare är 561.
Terrängen runt Santa Lucía är huvudsakligen kuperad. Santa Lucía ligger uppe på en höjd. Runt Santa Lucía är det ganska tätbefolkat, med 100 invånare per kvadratkilometer. Närmaste större samhälle är Xochiatipan de Castillo, 19,1 km sydost om Santa Lucía. I omgivningarna runt Santa Lucía växer huvudsakligen savannskog.